# ジェットでGO!
『ジェットでGO!』（ジェットでゴー）は、2000年2月3日に日本のタイトーから発売されたPlayStation用フライトシミュレーションゲーム。
同年にゲームボーイカラー用ソフトとしてアルトロンから発売された他、2001年にはWindows 98/Me用ソフトとしてアンバランスから発売された。後に廉価版が発売されており、PlayStation版が2001年に「PlayStation the Best」として、Wiindows98/Me版が2006年に「爆発的1480シリーズ」として発売された。

## ゲーム内容

### システム
空港にて飛行機運航の離陸、着陸を行う事を目的としており、離着陸のみプレイするフライトモード、巡航を行うクルーズモードの他、ミニゲームを収録している。開発はラクジンが行い、プロデューサーはアーケードゲーム『グリッドシーカー』（1992年）を手掛けた加藤敏明、ディレクターはアーケードゲーム『プチカラット』（1997年）を手掛けた谷口敦が担当している。
日本航空（JAL）が製作に協力しており、実在する機体および空港が収録されている。通常版の発売前となる2000年2月1日にはパッケージが異なる日本航空の機内販売限定版も発売された。
フライトモード
離陸、着陸をうまく使って操縦技術を磨いていくモード。初級は全2フライト(離着陸各1回ずつ)、中級は全3フライト(離陸1回 着陸2回)、上級は全5フライト(離陸1回 着陸4回)となっている。
クルーズモード
旅客機の離陸、巡航、着陸の運行業務を一貫して行うモード。

### 登場空港
- 新千歳空港
- 羽田空港
- 小松空港
- 名古屋空港（現・名古屋飛行場）
- 関西国際空港
- 広島西飛行場
- 松山空港
- 福岡空港
- 那覇空港

### ミニゲーム
ゲーム中で一定の条件を満たすことにより、「トーイングカーでGO!」「マーシャラーでSTOP!」を遊ぶことができるようになる。PocketStationに「空ちゃんのドリンクサービス」をダウンロードすることもできる（こちらは条件はない）。

## 登場機体
通常機体
- ジェットストリームスーパー31（ジェイエア機）（初級者用）
- ボーイング 767-300（中級者用）
- ボーイング 747-400 / 300（上級者用）

隠し機体
- ボーイング 737-400（JALエクスプレス塗装とJALフラワージェット各色から選択可能）
- マクドネル・ダグラス MD-11（愛称「J-Bird」。10種類の塗装から選択可能）
- ボーイング 777-300（愛称「STAR JET」。5種類の塗装から選択可能）

ボーイング737とMD-11はボーイング767ルートに、ボーイング777はボーイング747ルートに含まれる。

## 移植版
| No. | タイトル                         | 発売日         | 対応機種           | 開発元       | 発売元       | メディア                 | 型式         | 備考                       | 出典  |
| --- | -------------------------------- | -------------- | ------------------ | ------------ | ------------ | ------------------------ | ------------ | -------------------------- | ----- |
| 1   | ジェットでGO!                    | 2000年10月27日 | ゲームボーイカラー | アルトロン   | アルトロン   | 16メガビットロムカセット | CGB-BJEJ-JPN |                            |       |
| 2   | ジェットでGO!                    | 2001年4月27日  | Windows 98/Me      | アンバランス | アンバランス | CD-ROM                   | -            | 専用コントローラも同時発売 | [ 3 ] |
| 3   | 爆発的1480シリーズ ジェットでGO! | 2006年10月27日 | Windows            | アンバランス | アンバランス | CD-ROM                   | VJG-315-1    | 廉価版                     |       |

## 音楽
イメージソング「FLY TO LOVE」
- 作詞、作曲：Dr.Haggy
- 歌：白木由美&Junkie As Machine
- レコーディング、ミックス・エンジニア：鎌田良和 (ZTT-JAM)
- レコーディング・エンジニア：中西宗博 (ZTT)
- スペシャル・サンクス：TASK MASTER

## スタッフ
- ゲームデザイン：藤渡 "FJT" 尊浩、二宮健、松尾尚史、岡昌樹（ラクジン）、鈴木克己（ラクジン）
- 2Dキャラクターデザイン：二宮健、川石徹、大良直盛、山崎淑子（ラクジン）
- 3Dキャラクターデザイン：靄田勝輝（ラクジン）、和田憲（ラクジン）、大槻勇一郎（ラクジン）、大里浩一（ラクジン）、山本成樹（ラクジン）、白戸誠（ラクジン）
- ソフトデザイン：松尾尚史、大西憲太郎（ラクジン）、宮嶋実（ラクジン）、石井秀典（ラクジン）、井川徹弥（ラクジン）
- ポケットステーション・ソフトデザイン：林康高
- ムービーデザイン：福井敏博
- スタッフロール・ムービーデザイン：大槻勇一郎（ラクジン）
- 空ちゃんキャラクターデザイン：川石徹、藤渡 "FJT" 尊浩
- 音楽：三澤宏之
- 効果音、ナレーション編集：鎌田良和、佐藤智彦（ラクジン）
- レコーディング、ミックス・エンジニア：鎌田良和 (ZTT-JAM)
- BGMレコーディングスタジオ：ZTT STUDIO
- 声優：野島昭生（シグマ・セブン）、中山真奈美（青二プロ）、国京砂織、鎌田良和
- ナレーションレコーディングディレクター：野口貴由（81プロデュース）
- ナレーションレコーディングエンジニア：赤堀智廣（FMサウンズ）
- ナレーションレコーディングスタジオ：FMサウンズ
- ソフトウェアマニュアル：石毛達也、橋爪直人
- 協力：日本航空、日航商事、ジェイエア、イカロス出版、月刊エアライン編集部、FMサウンズ、関西国際空港、広島県広島西飛行場、ラクジン
- アルバム監修、協力：月刊エアライン編集部
- アルバム写真提供：阿施光南、伊藤久巳、小久保陽一、松崎豊一、西山卓美、上田哲郎、上船修二
- ディレクター：谷口敦
- プロデューサー：加藤敏明

## 評価
PlayStation版
ゲーム誌『ファミ通』の「クロスレビュー」では合計28点（満40点）となっている。

### 前身
- ミッドナイトランディング（1987年）
- トップランディング（1988年）
- ランディングギア（1996年）
- ランディングハイジャパン（1999年）

### 続編
- ジェットでGO!2（2002年）
- ジェットでGO!ポケット（2005年）